# Lancken (Adelsgeschlecht)

Stammwappen derer von der Lancken

Von der Lancken ist der Name eines alten rügisch-pommerschen Adelsgeschlechtes.

## Geschichte
Im Mittelalter gab es auf Rügen drei Linien des Geschlechts von der Lancken, die von einigen Genealogen als eigenständige Familien angesehen wurden, da sie unterschiedliche Wappen führten. Eine war im Gebiet zwischen Granitz und Mönchgut ansässig und wurde erstmals am 1. Oktober 1285 mit (Pritbur) Pridborus de Lancka (Pridbor I.) und 1429 letztmals mit Pridbor IV. von der Lancken erwähnt.
Eine weitere Linie wurde erstmals 1316 mit dem Knappen Mathias von der Lanke auf Wittow erwähnt. Seine Nachkommen erwarben weiteren Grundbesitz auf Wittow, auf Jasmund und in Poseritz, den sie 1575 verkauften, bevor sie Pommern verließen. Dieser Linie entstammte der Lübecker Dompropst und Holsteinisch-Gottorfscher Beamte Ägidius von der Lancken.
Ebenfalls 1316 wurden mehrere Angehörige der dritten Linie erstmals erwähnt. Sie waren auf Wittow und im Kirchspiel Zirkow ansässig. In einem Lehnsbrief des Herzogs Bogislaw X. von 1505 wurden Rickwan, Vicke und Steffen von der Lancken als Söhne dreier Brüder bezeichnet. Von den drei von ihnen gegründeten Linien der Familie starb die von Steffen 1608 und die von Vicke 1718 mit Philipp Ernst von der Lancken aus. Von Rickwan stammen alle später lebenden Nachkommen ab.
Erhalten ist das Siegel eines Grimeslaw von Lanken (de Lanka), der jedoch keiner der Linien zuzuordnen ist. Sein Siegel entspricht dem späteren Wappen derer von der Lancken.
Auf Rügen gehörte der Familie seit dem 13. Jahrhundert Woldenitz. Als der letzte Herr von der Lancken-Woldenitz kinderlos starb, wurde das Lehns- und Rittergut 1893 an den Nachbarn Wilhelm von Platen auf Parchow verkauft. Ebenfalls ein früher Familiensitz war ab ca. 1307 bis 1382 das Gut Lipsitz bei Bergen. Ferner gehörten der Familie von 1780 bis 1945 das Gut Boldevitz mit frühbarockem Gutshaus von um 1650, eines der bedeutendsten Barockhäuser Rügens, und von ca. 1608 bis 1878 das Gut Lancken bei Dranske, dessen ebenfalls frühbarockes Gutshaus von 1608 um 1720 umgeformt wurde (und sich heute im Verfall befindet, ebenso wie der 1720 bis 1730 angelegte Park Dranske-Lancken). Ab 1795 legte Julius von der Lancken auf Lanckensburg den Landschaftspark Juliusruh an.

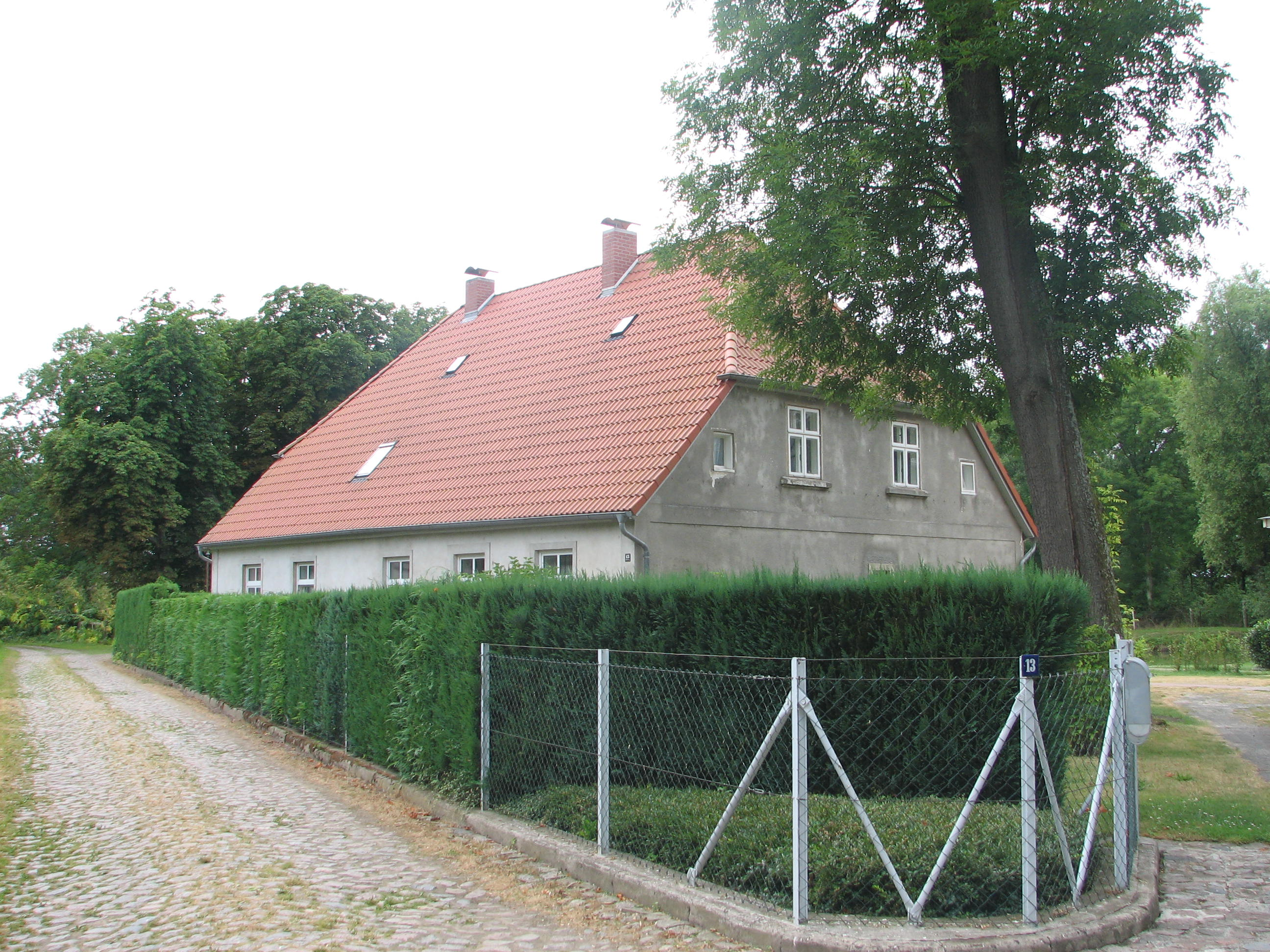
Woldenitz, Rügen
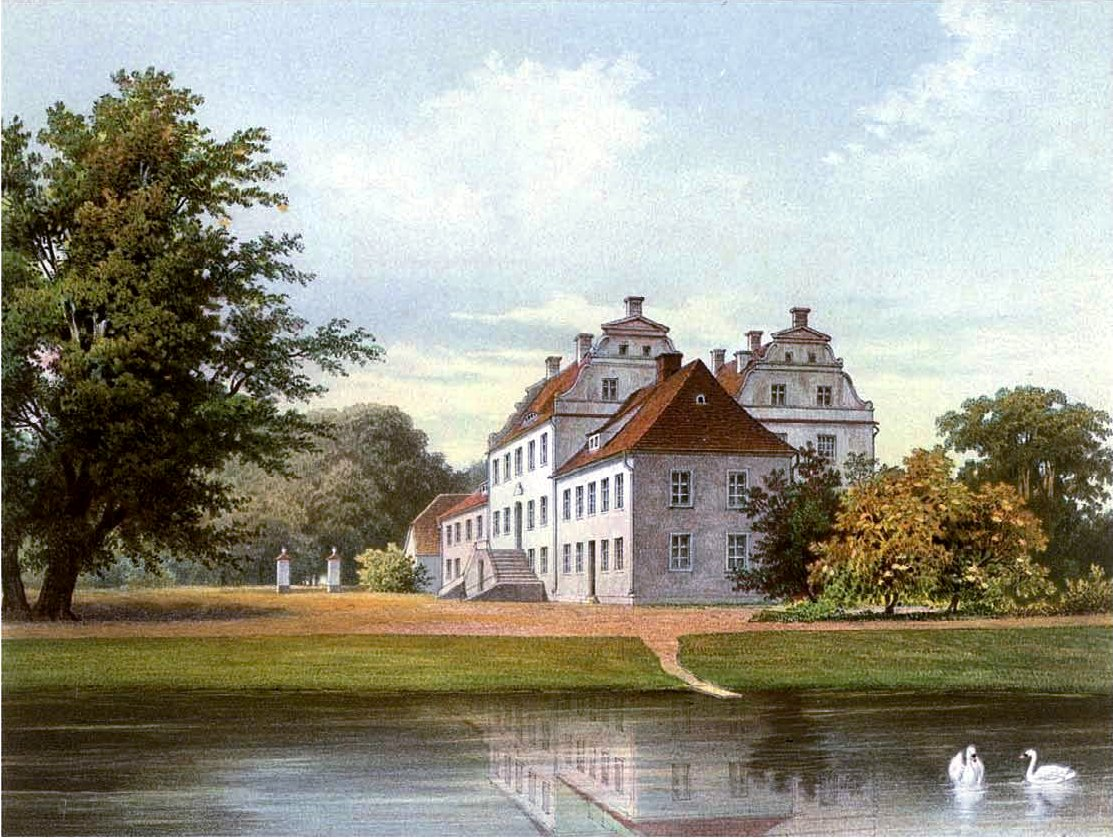
Boldevitz, Rügen
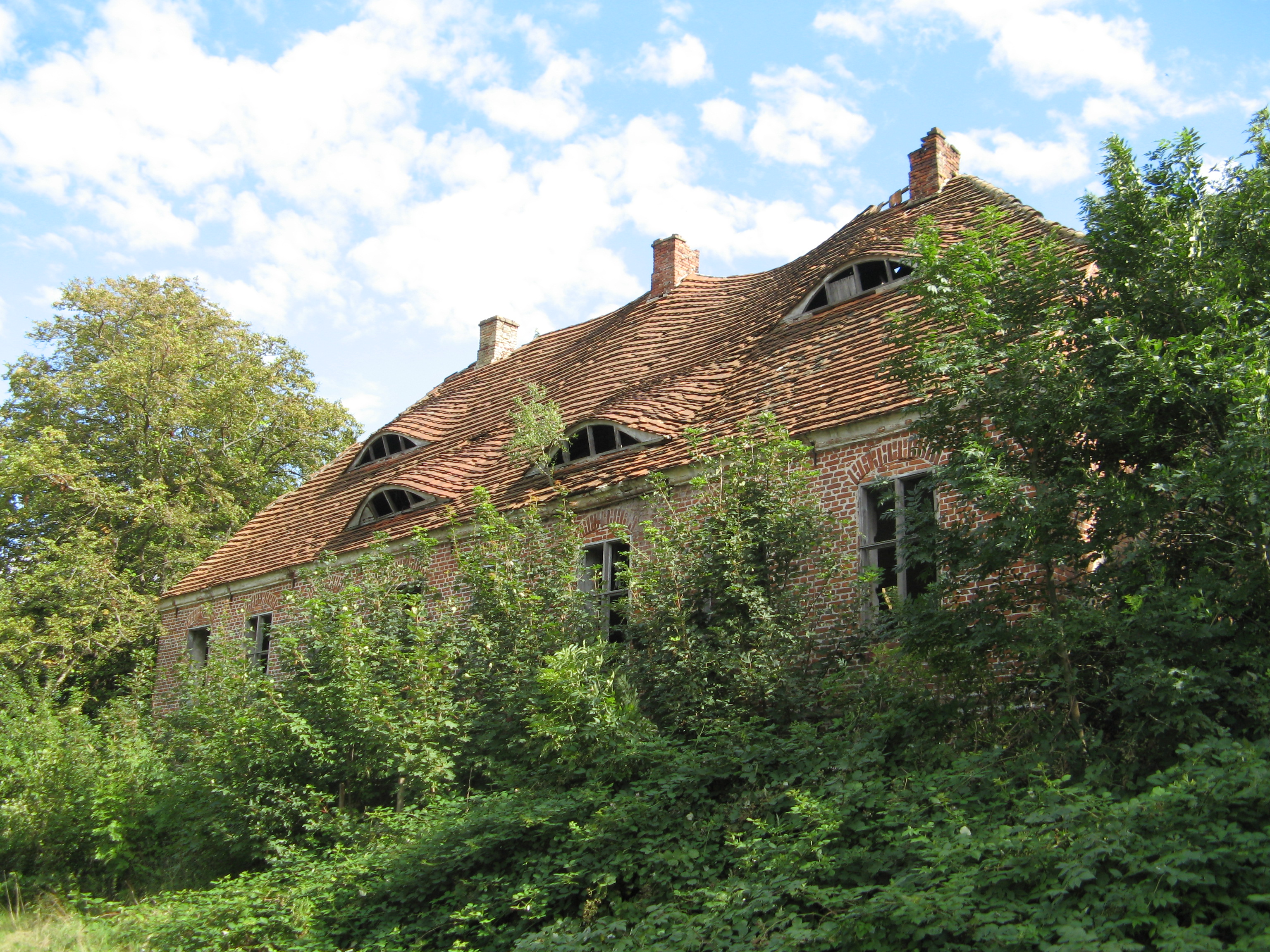
Lancken, Rügen
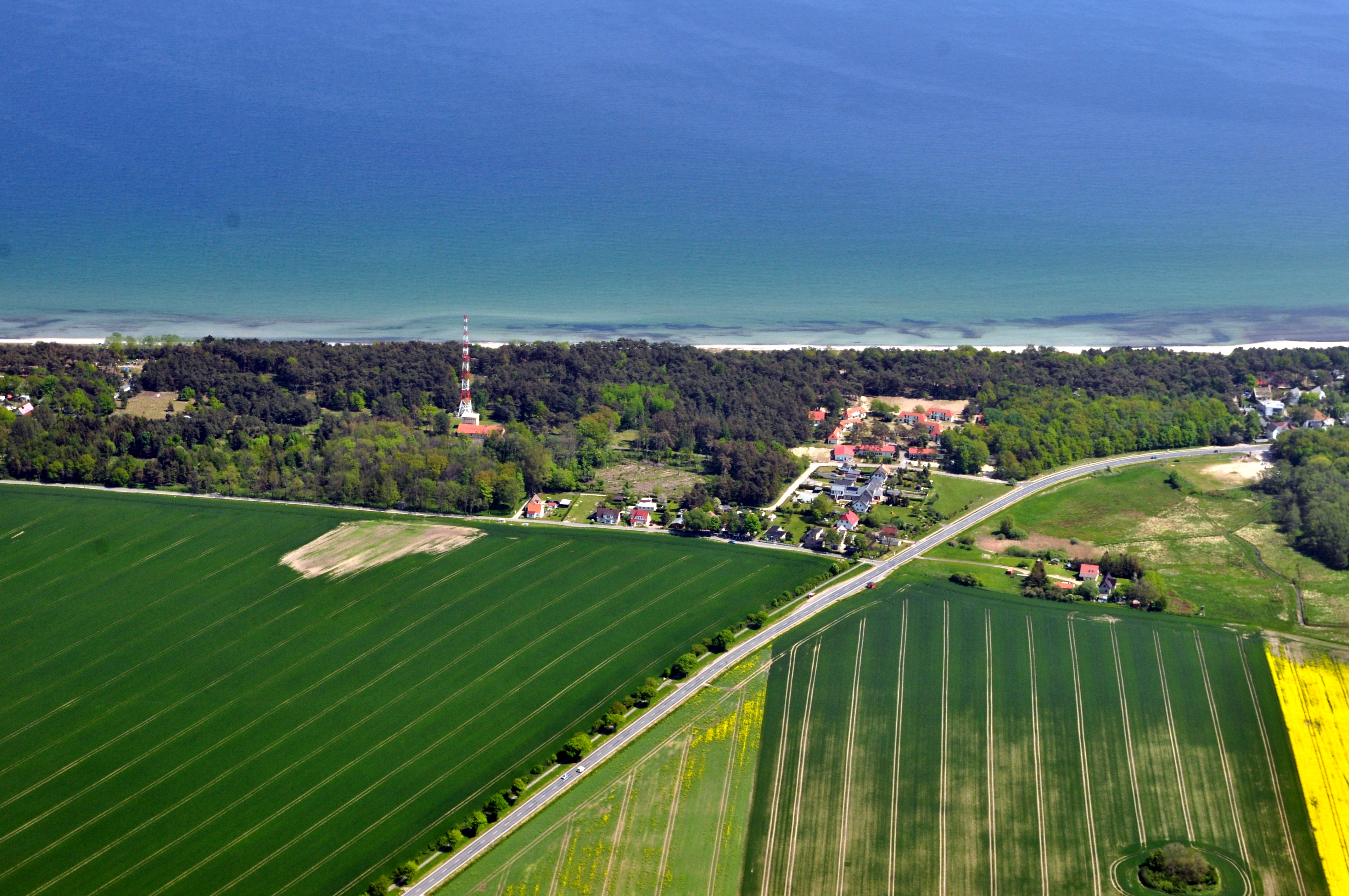
Juliusruh, Rügen
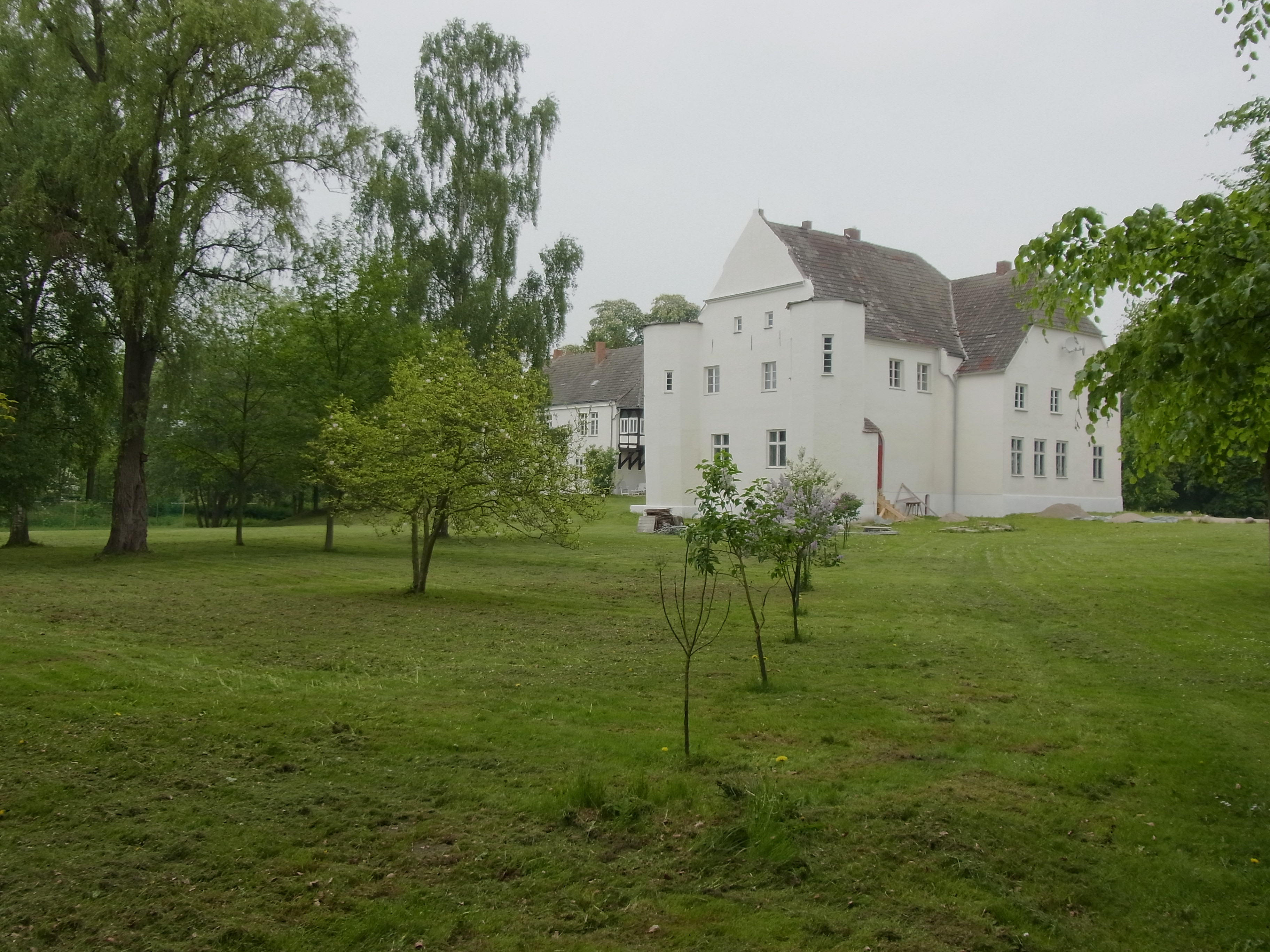
Burg Klevenow, Vorpommern

Neben den Gütern auf Rügen und dem pommerschen Festland wurden Zweige des Geschlechts auch in Mecklenburg ansässig, wo die Familie 1523 zu den Unterzeichnern der Union der mecklenburgischen Landstände zählte. Die mecklenburgischen Besitzungen lagen in der Umgebung von Stavenhagen und Galenbeck (Ritzerow). Im Einschreibebuch des Klosters Dobbertin befinden sich neun Eintragungen von Töchtern der Familie von der Lancken von 1762 bis 1896 aus Galenbeck und Gädebehn zur Aufnahme in das dortige adelige Damenstift. Von 1877 bis 1891 war Amalie von der Lancken Priorin im Kloster Dobbertin. Galenbeck beinhaltete in den 1920er Jahren als Rittergut und Fideikommiss des Wolf Dietrich von der Lancken etwa 625 ha Land.

## Von der Lancken-Wakenitz
Bereits 1816 gelangte die Burg Klevenow, Vorpommern, durch Heirat in den Besitz des in schwedischen Diensten stehenden Carl Friedrich von der Lancken aus dem Hause Boldevitz, der den Namen Wakenitz seinem Namen hinzufügte. Carl Friedrich Bernhard von der Lancken heiratete 1816 in Boldevitz Emilie Christine von Wakenitz aus dem Haus Klevenow, natürliche Tochter des Franz (IV.) Karl (Carl) von Wakenitz-Boldevitz mit preußischer Adelslegitimation Berlin 1817. In Übereinkunft mit seinem Schwiegervater von Wakenitz, der ohne männliche Nachkommen blieb, nahm er den Namen von der Lancken-Wakenitz an und übernahm die Burg Klevenow in Vorpommern.
Die Familie von der Lancken-Wakenitz hatte nach dem Genealogischen Handbuch des Adels drei Familienfideikommisse eingerichtet, jeweils in Form eines Majorats, die Eigentümer hatte sich teils gegenseitig als Erben eingesetzt. Clevenow war Majorat I, Majorat II war für Boldevitz gestiftet, parallel gab es ein gleichnamiges Geldfideikommiss, Majorat III war Lipsitz mit Ramitz.
Seit 1938/1939 Teil der Familie(n) von der Lancken und von der Lancken-Wakenitz, adelsrechtlich genehmigt, der Vetter und spätere Oberstleutnant Sylvius Freiherr von der Lancken-Wakenitz aus dem Haus Albedyll (1899–1947). Er war Gutsherr auf Boldevitz und verheiratet mit Mary Gräfin Essen auf Falkenhagen. Der Gutsbereich Boldevitz mit den Rittergütern Muglitz und Neuenhagen umfasste 1939 genau 709 ha. Ihre beiden Kinder lebten zeitweise in Schweden, die Tochter Britta kehrte in den 1990er Jahren auf das Restgut Boldevitz zurück.
Bereits 1867 gründete sich in Bergen auf Rügen ein Verband der Freiherren und Herren von der Lancken und mit denen von der Lancken-Wakenitz über einen Familien-Stiftungs-Vertrag. An der Spitze steht der Familienrat, jährlich wurden Familientage in Bergen, Neubrandenburg und Stralsund abgehalten.

## Wappen
Das Stammwappen zeigt im geteilten Schild in Silber einen aufsteigenden roten Löwen, darunter in Blau drei (2:1) sechsstrahlige silberne (auch goldene) Sterne. Auf dem gekrönten Helm mit blau-silbernen und rot-silbernen Decken ein silberner (auch goldener) Stern.
Die bei Lancken-Granitz ansässige Familie führte einen geteilten Adler über einem geschachten Feld. Die Jasmunder Familie führte einen geteilten Adler über drei gefluteten Balken, in anderer Fassung einen gespaltenen Adler neben drei gefluteten Balken.

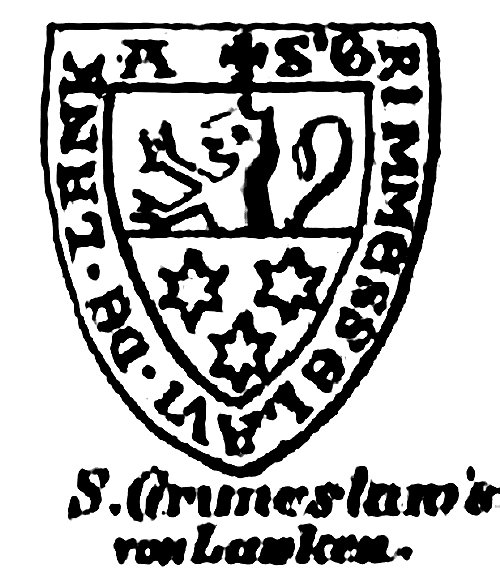
Schildsiegel des Grimeslaw von Lanken
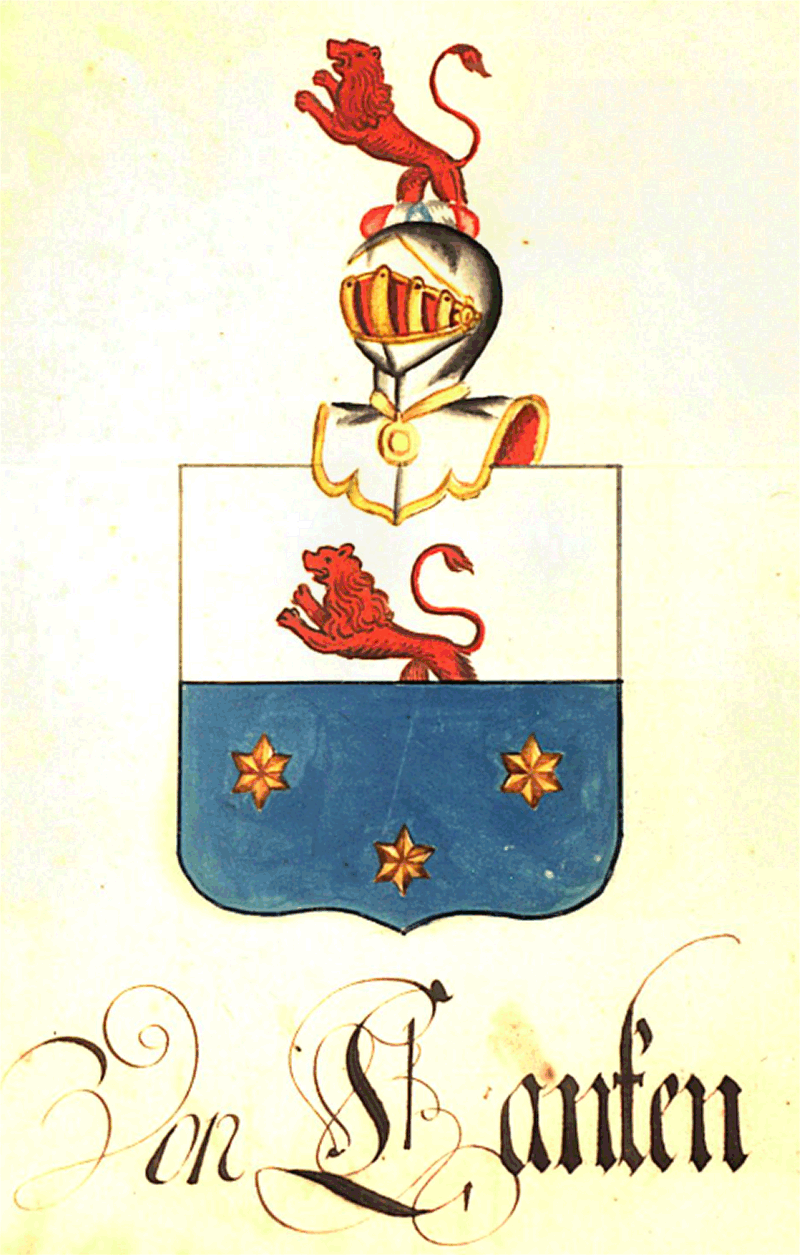
„Wappen Schleswig-Holsteinischer, Dänischer und anderer adeliger Familien“
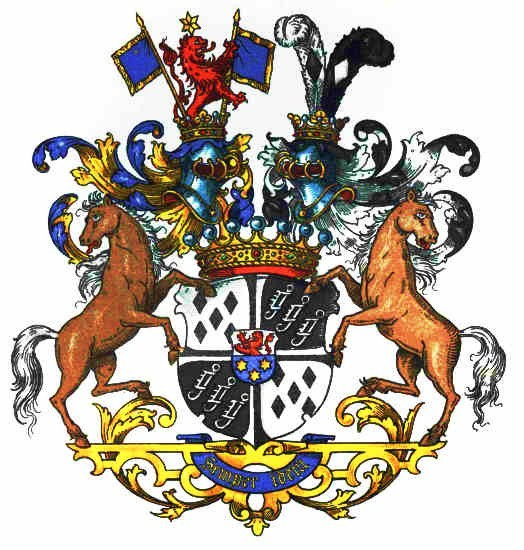
Freiherrliches Wappen derer von der Lancken-Wakenitz

## Bekannte Familienmitglieder
- Ägidius von der Lancken (1580–1631), herzoglich holstein-gottorpscher Rat und Beamter
- Bernhard von der Lancken (1813–1892), mecklenburg-strelitzischer Rittergutsbesitzer und Hofbeamter
- Bertha von der Lancken (* 1863; † nach 1935), deutsche Schriftstellerin
- Eberhard von der Lancken (1849–1918), preußischer Generalleutnant
- Fritz von der Lancken (1890–1944), Reserveoffizier und Widerstandskämpfer des 20. Juli 1944
- Gustav von der Lancken (Historiker) (1780–1831), deutscher Privatgelehrter, Schriftsteller und Historiker
- Gustav von der Lancken (Landrat) (1801–1880), Landrat des Kreises Rügen
- Gustav von der Lancken (General) (1833–1895), deutscher Generalmajor
- Henning von der Lancken (1937–2014), deutscher Landespolitiker (CDU) in Berlin, Senatsdirektor, Johanniter
- Hermann von der Lancken (1855–1931), preußischer Generalleutnant
- Julius von der Lancken (1767–1831), Gründer von Juliusruh
- Olof von der Lancken († 1668), mecklenburgischer Stallmeister, Amtshauptmann, Rat, Hofmeister und Hofmarschall
- Philipp Christoph von der Lancken (1617–1677), schwedisch-pommerscher Diplomat und Kanzler
- Rickwan von der Lancken (* vor 1582; † um 1645), deutscher Hofjunker und Verwaltungsbeamter
- Rickwan Freiherr von der Lancken-Wakenitz (* 1934), deutscher Landwirt, Vorstandsvorsitzender der Centralgenossenschaft Vieh & Fleisch eG Hannover, Europameister (1959) und mehrfacher Deutscher Meister der Amateur-Rennreiter
- Wolf von der Lancken (1845–1920), deutscher Landdrost